# Francisco Javier Vidarte

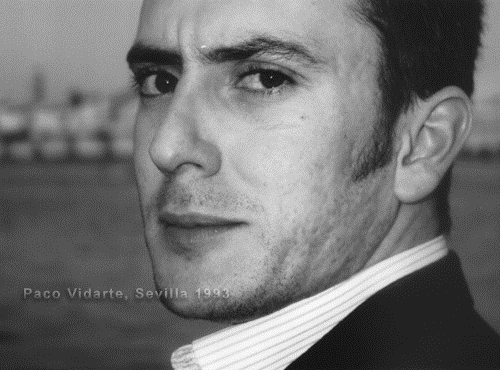
Paco Vidarte

Francisco „Paco“ Javier Vidarte Fernández (* 1. März 1970 in Sevilla; † 29. Januar 2008 in Madrid) war ein spanischer Philosoph und Theoretiker, Schriftsteller und engagierter LGBT-Aktivist.

## Biographie
Nach seinem Studium der Philosophie (Abschluss an der Universidad Pontificia Comillas (UPC) in Madrid), der Psychoanalyse (Master, Universität Complutense Madrid) und einem Abschluss in Pädagogik (Certificado de Aptitud Pedagógica/CAP, UPC/Madrid) erlangte er am 27. November 1998 den Doktortitel in Philosophie an der Universidad Nacional de Educación a Distancia (UNED) in Madrid mit einer Arbeit über Jacques Derrida.
Seit Mitte der 1990er Jahre war Paco Vidarte ein aktives Mitglied der spanischen, insbesondere der Madrider Homosexuellenbewegung. So war er zunächst Mitglied der Schwulenbewegung „Radical Gai“ und wurde später zu einem der führenden Denker und Theoretiker der spanischen LGBT-Bewegung. Er brachte als Erster das Thema „Teoría Queer“ (Queer-Theorie) an die Universität und veröffentlichte verschiedene, international viel beachtete Bücher und Artikel sowohl über Derrida als auch über die LGBT.
An der UNED hatte er bis zu seinem Tod einen Lehrstuhl an der Philosophischen Abteilung der Philosophischen Fakultät inne. Er starb an den Folgen einer HIV-Infektion in Verbindung mit Lymphkrebs in Madrid.

## Zitat
„Wenn so etwas wie eine LGTBQ-Ethik vorstellbar und wünschenswert ist, müsste sie von der Tatsache ausgehen, dass der Kampf gegen Homophobie nicht isoliert, unabhängig vom übrigen sozialen Unrecht und Diskriminierung stattfinden kann, sondern dass der Kampf gegen Homophobie nur innerhalb einer Konstellation gemeinsamer solidarischen Kämpfe gegen jede Art von Unterdrückung, Ausgrenzung, Verfolgung und Diskriminierung möglich und tatsächlich wirksam ist.“

## Werk (Auswahl)
- Jacques Derrida. In Zusammenarbeit mit Cristina de Peretti. Ed. del Orto, Madrid 1998.
- Homografías. In Zusammenarbeit mit Ricardo Llamas. Espasa-Calpe, Madrid 1999. (Ebenfalls als kostenlose PDF-Datei im WWW.)
- Francisco J. Vidarte (Hrsg.): Marginales. Leyendo a Derrida. Aula Abierta, UNED, Madrid 2000.
- Extravíos. In Zusammenarbeit mit Ricardo Llamas. Espasa-Calpe, Madrid 2001. (Ebenfalls als kostenlose PDF-Datei im WWW.)
- Derritages. Une thèse en déconstruction. L’Harmattan, Paris 2001.
- Guerra y filosofía. La concepción de la guerra en el pensamiento filosófíco. In Zusammenarbeit mit José García Caneiro. Tirant lo Blanc, Valencia 2002.
- Filosofías del siglo XX. In Zusammenarbeit mit F. Rampérez. Síntesis, Madrid 2005.
- Teoría queer. D. Córdoba, J. Sáez, P. Vidarte (Hrsg.), Egales, Madrid 2005.
- ¿Qué es leer? La invención del texto en filosofía. Tirant lo Blanc, Valencia 2006.
- Ética Marica. Proclamas libertarias para una militancia LGTBQ. Egales, Madrid 2007.

sowie Mitarbeit an einer Vielzahl weiterer Übersetzungen, Seminare sowie Publikationen, z. B. in:
- Cristina de Peretti, Velasco (Hrsg.), Conjunciones. Derrida y compañía. Madrid, Ed. Dykinson, 2007.
- Masculinitats per al segle XXI. Barcelona, CEDIC, 2007.